# Caraquet Bay
Die Caraquet Bay (dt. Caraquet-Bucht) liegt im Nordosten der kanadischen Provinz New Brunswick. Sie grenzt im Süden an die Stadt Caraquet und das Dorf Bertrand, im Süden an das New Bandon Parish, im Norden an das Dorf Maisonnette und im Nordwesten an die Baie des Chaleurs. Caraquet Island liegt zwischen den beiden Buchten. Es gibt eine Reihe von Stränden an der Bucht, sowie Austernfarmen und den Hafen von Caraquet. In die Caraquet-Bucht münden der Caraquet River und der Du Nord River.
Es gibt zwei Theorien über den Ursprung des Namens der Bucht. Entweder caraquet ist ein Wort in der Mi’kmaq-Sprache, das bedeutet „wo sich zwei Flüsse treffen“, oder es kommt von einer Art von Schiff, der Karacke (französisch caraque). Gouverneur Nicolas Denys war der erste, der Caraquet 1672 erwähnte.